# Arquidiocese de Catânia
A Arquidiocese de Catania (Archidiœcesis Catanensis) é uma circunscrição eclesiástica da Igreja Católica situada em Catânia, Itália. Seu atual arcebispo é Luigi Renna. Sua Sé é a Catedral de Catânia.
Possui 157 paróquias servidas por 329 padres, abrangendo uma população de 724 800 habitantes, com 99,2% da dessa população jurisdicionada batizada (718 740 católicos).

## História
O nascimento da Ecclesia Catanensis é debatido: a tradição, da qual há as primeiras evidências durante a dominação bizantina, diz que a diocese de foi erigida no século I por São Berilo, originário de Antioquia, enviado especificamente pelo apóstolo Pedro para evangelizar a cidade no ano 42; embora no estado atual da investigação histórica e arqueológica, só seja possível atestar a presença de uma comunidade cristã em Catânia a partir do século III. Por volta de meados do século, durante a perseguição do imperador Décio, é atestado o martírio de Santa Águeda, padroeira da cidade e no início do século IV, durante a perseguição de Diocleciano, o martírio de santo Euplio, um diácono. A historiografia recente esclareceu a falta de evidências historiográficas para apoiar uma ereção no século I; no entanto, nada leva a excluir completamente a historicidade da figura de Berilo, num período diferente daquele atestado pela tradição, ou seja, numa época incerta entre os séculos III e IV.
Como atestam as cartas dos papas do século VI, até ao início do século VII a Sicília não tinha sedes metropolitanas e, embora politicamente submetida ao Império Bizantino, dependia do ponto de vista eclesiástico do patriarcado de Roma: de fato todas as dioceses sicilianas eram sufragâneas da diocese de Roma. Somente na primeira metade do século VIII, na sequência das controvérsias sobre a iconoclastia, a Sicília foi retirada da jurisdição de Roma pelo imperador Leão III, o Isauro e submetida ao patriarcado de Constantinopla (por volta de 732). Neste contexto, Catânia ascendeu a um papel de prestígio, tanto que foi elevada a sede metropolitana, sem sufragâneas, como atestam os selos dos metropolitas Constantino II e Antônio Cassimata, e a Notitia Episcopatuum redigida na época do Imperador Leão VI e remonta ao início do século X. O primeiro metropolita foi talvez Eutímio e «um reflexo do aumento do prestígio da sede de Catânia perto da capital do Império é certamente o culto de Santa Águeda, em homenagem a quem foi construída uma igreja em Constantinopla».
Em 827 os árabes desembarcaram em Marsala e em poucas décadas conquistaram toda a ilha; a queda de Taormina em 902 também levou pouco depois à conquista de Catânia; durante a ocupação árabe da Sicília havia muito pouca informação sobre a vida das comunidades cristãs e das estruturas eclesiásticas; no entanto, o metropolita cataniano Leão esteve presente no sínodo de Constantinopla de fevereiro de 997.
No século XI os normandos conquistaram a Sicília e procederam progressivamente à restauração dos distritos eclesiásticos. Catânia foi reconquistada em 1071 e, após o encontro em Troina entre Rogério e o Papa Urbano II (1088), o rei normando fundou em 1091 a abadia beneditina de Sant'Agata. No ano seguinte, com uma bula datada em Anagni de 9 de março, Urbano II instituiu novamente a diocese de Catânia, ao mesmo tempo que nomeou Angério, abade de Sant'Agata, como seu primeiro bispo.
Em 4 de fevereiro de 1183, o Papa Lúcio III atribuiu Catânia à província eclesiástica da arquidiocese de Monreale, decisão confirmada pelo Papa Clemente III em 29 de outubro de 1188.
«Duas instituições eclesiásticas marcaram a vida da diocese durante vários séculos». A primeira diz respeito ao capítulo dos cônegos da catedral, que, desde a fundação da diocese, era composto pelos monges beneditinos da vizinha Abadia de Sant'Agata. O clero secular, claramente expropriado dos cargos ligados ao capítulo, obteve do Papa Eugênio IV em 1446 a ereção de um segundo capítulo da cidade, na igreja de Santa Maria dell'Elemosina. Os conflitos entre os dois capítulos não eram raros, até que o Bispo Nicola Maria Caracciolo obteve a supressão do capítulo monástico, que foi secularizado pelo Papa Pio V em 1568.
A segunda instituição constitui uma peculiaridade desta diocese: com efeito, desde a sua fundação toda a diocese era constituída por uma única paróquia sediada na catedral, sendo o bispo o único pároco; todos os padres que cuidavam das almas eram considerados vigários paroquiais, com poderes para administrar os sacramentos. Este unicum conseguiu superar até a onda reformista do Concílio de Trento e chegar ao século XX; as primeiras paróquias foram erigidas canonicamente apenas em 1919 nas localidades da diocese e em 1944 na cidade de Catânia. Esta situação, no entanto, beneficiou a arquidiocese, que conseguiu salvar-se do confisco dos bens do arcebispo previsto pelas leis subversivas de 1867, ao demonstrar que o arcebispo era de facto o único pároco e que os bens foram, portanto, anexados ao cuidado das almas.
Na segunda metade do século XVI, bispos zelosos trabalharam para implementar os decretos do Concílio de Trento. O bispo Caracciolo convocou o primeiro sínodo diocesano em 1565; outros sínodos reformistas foram convocados em 1622 e 1668. Em 1572, o bispo Antonio Faraone estabeleceu o primeiro seminário siciliano em Catânia.
Na primeira metade do século XIX o território da diocese, que permanecia inalterado desde a época dos normandos, foi desmembrado em proveito da ereção da diocese de Caltagirone em 1816, das dioceses de Nicósia e da Piazza Armerina em 1817 e da diocese de Acireale em 1844. Além disso, outras mudanças territoriais realizadas em 1844 levaram à transferência de cinco municípios para as dioceses de Caltagirone e Nicósia, e à aquisição dos municípios de Bronte e Maletto da mesma diocese de Nicósia. Como compensação pela perda de muitos territórios, em 4 de setembro de 1859 o Papa Pio IX elevou Catânia à categoria de arquidiocese imediatamente sujeita à Santa Sé, concedendo aos arcebispos o privilégio do pálio, revogado pelo Papa Paulo VI em 1978.
Em novembro de 1994 a arquidiocese recebeu a visita pastoral do Papa João Paulo II.
Em 2 de dezembro de 2000, a arquidiocese foi elevada à categoria de sede metropolitana, com duas dioceses sufragâneas: Acireale e Caltagirone.

## Prelados
- São Berilo †[16]
- Santo Átalo ?[17]
- São Severo (ou Evério) ? †[18]
- São Serapião † (século IV)[19]
- São Severino ? †[18][20]
- Fortunato † (mencionado em 515)
- Elpidio I † (559 - ?)
- Elpidio II ? †[21]
- Leão I † (antes de 591 - depois de 604)
- Iovino ? †[22]
- Magno † (século VI - século VII)[23]
- João † (século VII)[23][24]
- Constantino I † (segunta metade do século VII)[23]
- Jorge † (mencionado em 679)
- Juliano † (mencionado em 680)
- São Jaime[25]? †[26]
- São Sabino ? †[27]
- São Leão II[28] †[29]
- Teodoro † (mencionado em 787)
- São Severo † (802 - 814)[30]
- Eutimio † (mencionado em 869/870)
- Teodoro II † (século IX)[31]
- Constantino II † (século IX)[23]
- Antônio † (século IX)[23]
- Leão III † (mencionado em 997)
- Angério, O.S.B. † (1092 - 1124)
- Maurício, O.S.B. † (1125 - 1131)
  - João † (1141 - 1145) (bispo eleito)
- Iveno † (1145 - 1155)[32]
  - Bernardo † (1156 - 1162) (bispo eleito)
  - Guilherme de Blois † (1167) (bispo eleito)
- Giovanni d'Aiello † (1167 - 1169)
  - Roberto, O.S.B. † (1170 - 1179) (bispo eleito)[33]
- Anônimo † (mencionado em 1183)[34]
- Simão, O.S.B. † (1189 - 1191)
- Leão IV † (mencionado em 1194)
- Rogério Orbus, O.S.B. † (1195 - 1206)
- Gualtiero di Pagliara † (1207 - 1229)
- Heinrich von Bilversheim † (1231 - 1232)[35]
  - Oddo Capocci † (1254 - 1256) (bispo eleito)[36]
  - Sede vacante (ca. 1232-1257)
- Angelo de Abrusca † (1257 - 1272)[37][38]
- Angelo Boccamazza † (1257 - 1289)[39]
- Gentile Stefaneschi Orsini, O.P. † (1296 - 1303)[40]
- Leonardo Fieschi † (1304 - 1331)[41]
  - Angelo Saccano † (eleito pelo capítulo) (1331 - 1332)[42]
- Nicola de Ceccano † (1332 - 1337)[43][44]
- Nicola de Grelis, O.S.B. † (1339 - 1342)
  - Geraldo Oddone, O.F.M. † (1342 - 1348) (administrador apostólico)[45][46]
- Juan de Luna † (1348 - 1355)[47]
- Marziale, O.S.B. † (1355 - 1375)
- Elia di Vaudron † (1376 - 1378)[48]
- Simone del Pozzo, O.P. † (1378 - circa 1398)
  - Elia di Vaudron † (1378 - 1388) (pseudobispo)
  - Pietro d'Alagona, O.F.M. † (1388 - 1396) (pseudobispo)
  - Pedro Serra † (1396 - 1397) (pseudobispo)
- Roberto † (circa 1398 - circa 1408)[32]
- Mauro Calì, O.F.M. † (1408 - 1411)
  - Andrea de Pace † (1409 - 1411) (pseudobispo)
  - Tommaso de Asmari, O.S.B. † (1411 - 1415) (pseudobispo)
  - Mauro Calì, O.F.M. † (1416 - 1418) (pseudobispo)
- Giovanni de Podionucis (Jean de Puinoix), O.P. † (1418 - 1431)
- Giovanni Pesce, O.F.M. † (1431 - 1447)
- Giovanni de Primis, O.S.B. Cas. † (1447 - 1449)
- Arias d'Avalos † (1449 - 1450)
- Guglielmo Bellomo † (1450 - 1472)
  - Giacomo Paternò † (eleito pelo capítulo)[49]
- Giuliano della Rovere † (1473 - 1474)
  - Francesco Campolo † (1474 - 1475) (bispo eleito)
- Giovanni Gatto † (1475 - 1479)
- Bernardo Margarit † (1479 - 1486)
- Alfonso Carillo de Albornoz † (1486 - 1496 )[50]
- Giovanni Daza (de Hach, de Aza) † (1496 - 1498)
- Francisco Desprats (de Prades) † (1498 - 1500)[51]
- Diego Ramírez de Guzmán † (1500 - 1508)
- Jaime de Conchillos, O. de M. † (1509 - 1512)
  - Giovanni Colonna (bispo eleito)[52]
- Gaspar Ponz (Pau) † (1513 - 1520)
  - Matthäus Schiner † (1520 - 1522) (administrador apostólico)[53]
  - Tommaso Guerrera (eleito pelo capítulo)[54]
  - Pompeo Colonna † (1523 - 1524) (administrador apostólico)[53]
- Marino Ascanio Caracciolo † (1524 - 1524)
- Scipione Caracciolo † (1524 - 1529)
- Marino Ascanio Caracciolo † (1529 - 1530) (pela segunda vez)
- Luigi Caracciolo † (1530 - 1536)
- Marino Ascanio Caracciolo † (1536 - 1537) (pela terceira vez)
- Nicola Maria Caracciolo † (1537 - 1567)
- Antonio Faraone † (1569 - 1573)
- Giovanni Orosco de Arzés † (1574 - 1576)
- Vincenzo Cutelli † (1577 - 1589)
- Juan Corrionero † (1589 - 1592)
  - Sede vacante (1592-1595)
  - Prospero Rebiba[55] (1592-1593) (bispo eleito)
- Giandomenico Rebiba † (1595 - 1604)
- Giovanni Ruiz de Villoslada † (1605 - 1607)
- Bonaventura Secusio, O.F.M. † (1609 - 1618)
- Juan Torres de Osorio † (1619 - 1624)
- Innocenzo Massimo † (1624 - 1633)
- Ottavio Branciforte † (1638 - 1646)[56]
- Marco Antonio Gussio † (1650 - 1660)
- Camillo Astalli Pamphilj † (1661 - 1663)
- Michelangelo Bonadies, O.F.M. Obs. † (1665 - 1686)
- Francesco Antonio Carafa † (1687 - 1692)
- Andrea Riggio † (1693 - 1717)[57]
  - Sede vacante (1717-1721)
- Álvaro Cienfuegos, S.J. † (1721 - 1725)
- Alessandro Burgos, O.F.M. Conv. † (1726 - 1726)
- Raimondo Rubí, O.Cart. † (1727 - 1729)
- Pietro Galletti † (1729 - 1757)
- Salvatore Ventimiglia, C.O. † (1757 - 1771)
- Corrado Maria Deodato Moncada † (1773 - 1813)
  - Sede vacante (1813-1816)
- Gabriele Maria Gravina † (1816 - 1818)
- Salvatore Ferro Berardi † (1818 - 1819)
  - Sede vacante (1819-1823)
- Domenico Orlando, O.F.M.Conv. † (1823 - 1839)
- Felice Regano † (1839 - 1861)
  - Sede vacante (1861-1867)
- Beato Giuseppe Benedetto Dusmet, O.S.B. † (1867 - 1894)
- Giuseppe Francica-Nava de Bontifè † (1895 - 1928)
- Emilio Ferrais † (1928 - 1930)
- Carmelo Patanè † (1930 - 1952)
- Guido Luigi Bentivoglio, O.C.S.O. † (1952 - 1974)
- Domenico Picchinenna † (1974 - 1988)
- Luigi Bommarito † (1988 - 2002)
- Salvatore Gristina (2002 - 2022)
- Luigi Renna (desde 2022)